# Gouvernement Hassan Rohani II
Rohani I Gouvernement Ebrahim Raïssi
Le gouvernement Hassan Rohani est le gouvernement de la République islamique d'Iran, du 3 août 2017 au 3 août 2021, à l'issue de la douzième élection présidentielle de 2017.

## Composition
| Fonction               | Titulaire         | Parti | Parti |
| ---------------------- | ----------------- | ----- | ----- |
| Président              | Hassan Rohani     |       | PMD   |
| Premier vice-président | Eshaq Djahanguiri |       | PCC   |
| Chef de cabinet        | Mahmoud Vaezi     |       | PMD   |

### Ministres
| Ministère                                       | Titulaire                    | Nommé             | Départ            | Parti | Parti |
| ----------------------------------------------- | ---------------------------- | ----------------- | ----------------- | ----- | ----- |
| Affaires étrangères                             | Mohammad Djavad Zarif        | 20 août 2017      | Août 2021         |       | Ind.  |
| Agriculture                                     | Mahmoud Hodjjati             | 20 août 2017      | 25 novembre 2019  |       | FPII  |
| Agriculture                                     | Abbas Keshavarz*             | 25 novembre 2019  | 8 avril 2020      |       | Ind.  |
| Agriculture                                     | Kazem Khavazi                | 8 avril 2020      | Août 2021         |       | Ind.  |
| Culture et Orientation islamique                | Abbas Salehi                 | 20 août 2017      | Août 2021         |       | Ind.  |
| Communications et Technologies de l’Information | Mohammad-Javad Azari Jahromi | 20 août 2017      | Août 2021         |       | Ind.  |
| Défense et Logistique des Forces Armées         | Amir Hatami                  | 20 août 2017      | Août 2021         |       | Ind.  |
| Finances                                        | Masoud Karbasian             | 20 août 2017      | 26 août 2018      |       | Ind.  |
| Finances                                        | Rahmatollah Akrami           | 26 août 2018      | 27 octobre 2018   |       | Ind.  |
| Finances                                        | Farhad Dejpasand             | 27 octobre 2018   | Août 2021         |       | Ind.  |
| Éducation                                       | Mohamad Bathaei              | 20 août 2017      | 6 juin 2019       |       | Ind.  |
| Éducation                                       | Javad Hosseini*              | 6 juin 2019       | 3 septembre 2019  |       | Ind.  |
| Éducation                                       | Mohsen Haji-Mirzaei          | 3 septembre 2019  | Août 2021         |       | Ind.  |
| Énergie                                         | Sattar Mahmoud*              | 20 août 2017      | 29 octobre 2017   |       | Ind.  |
| Énergie                                         | Reza Ardakanian              | 29 octobre 2017   | Août 2021         |       | Ind.  |
| Industrie, Mines et Commerce                    | Mohammad Shariatmadari       | 20 août 2017      | 20 octobre 2018   |       | Ind.  |
| Industrie, Mines et Commerce                    | Reza Rahmani                 | 20 octobre 2018   | 11 mai 2020       |       | PMD   |
| Industrie, Mines et Commerce                    | Hossein Modarres Khiabani*   | 11 mai 2020       | 15 août 2020      |       | Ind.  |
| Industrie, Mines et Commerce                    | Jafar Sarghini*              | 15 août 2020      | 29 septembre 2020 |       | Ind.  |
| Industrie, Mines et Commerce                    | Ali Reza Razm Hosseini       | 29 septembre 2020 | Août 2021         |       | Ind.  |
| Intérieur                                       | Abdolreza Rahmani Fazli      | 20 août 2017      | Août 2021         |       | Ind.  |
| Justice                                         | Alireza Avayi                | 20 août 2017      | Août 2021         |       | Ind.  |
| Patrimoine culturel, Artisanat et Tourisme      | Ali Asghar Mounesan          | 21 août 2019      | Août 2021         |       | Ind.  |
| Pétrole                                         | Bijan Namdar Zangeneh        | 20 août 2017      | Août 2021         |       | PCC   |
| Renseignement                                   | Mahmoud Alavi                | 20 août 2017      | Août 2021         |       | RFII  |
| Santé, Soins et Formation médicale              | Hassan Ghazizadeh Hashemi    | 20 août 2017      | 3 janvier 2019    |       | Ind.  |
| Santé, Soins et Formation médicale              | Saeed Namaki                 | 3 janvier 2019    | Août 2021         |       | Ind.  |
| Sciences, Recherche et Technologie              | Zia Hashemi*                 | 20 août 2017      | 29 octobre 2017   |       | Ind.  |
| Sciences, Recherche et Technologie              | Mansour Gholami              | 29 octobre 2017   | Août 2021         |       | IAUI  |
| Sport et Jeunesse                               | Masoud Soltanifar            | 20 août 2017      | Août 2021         |       | PMD   |
| Travail, Coopératives et Bien-être social       | Ali Rabei                    | 20 août 2017      | 8 août 2018       |       | PTI   |
| Travail, Coopératives et Bien-être social       | Anoushirvan Mohseni Bandpey* | 8 août 2018       | 27 octobre 2018   |       | Ind.  |
| Travail, Coopératives et Bien-être social       | Mohammad Shariatmadari       | 27 octobre 2018   | Août 2021         |       | Ind.  |
| Voies et de l'Urbanisme                         | Abbas Akhoundi               | 20 août 2017      | 20 octobre 2018   |       | Ind.  |
| Voies et de l'Urbanisme                         | Mohammad Eslami              | 20 octobre 2018   | Août 2021         |       | Ind.  |
| * : faisant fonction                            |                              |                   |                   |       |       |

### Vice-présidents
| Fonction                                                                                    | Titulaire               | Nommé            | Départ      | Parti | Parti |
| ------------------------------------------------------------------------------------------- | ----------------------- | ---------------- | ----------- | ----- | ----- |
| Directeur de l'Organisation de l'énergie atomique                                           | Ali Akbar Salehi        | 10 août 2017     |             |       | Ind.  |
| Directeur de l'organisation iranienne du patrimoine culturel, de l’artisanat et du tourisme | Ali Asghar Mounesan     | 13 août 2017     |             |       | Ind.  |
| Directeur de l’Organisation de la Protection de l’environnement                             | Isa Kalantari           | 13 août 2017     |             |       | PCC   |
| Vice-présidente chargée des Affaires juridiques                                             | Laya Joneydi            | 9 août 2017      |             |       | Ind.  |
| Directeur de la Fondation des Martyrs et des vétérans de la guerre                          | Mohammad-Ali Shahidi    | 16 août 2017     | 7 juin 2020 |       | Ind.  |
| Directeur de la Fondation des Martyrs et des vétérans de la guerre                          | Saeed Ohadi             | 7 juin 2020      |             |       | Ind.  |
| Vice-président chargé des Affaires parlementaires                                           | Hossein-Ali Amiri       | 25 décembre 2017 |             |       | Ind.  |
| Président de la Fondation nationale des élites                                              | Sorena Sattari          | 16 août 2017     |             |       | Ind.  |
| Directeur de l’Organisation de la Planification et du Budget                                | Mohammad Bagher Nobakht | 20 août 2017     |             |       | PMD   |
| Vice-présidence chargée des Femmes et des Affaires familiales                               | Masoumeh Ebtekar        | 9 août 2017      |             |       | FPII  |
| Directeur de l’Organisation de l’Administration et du Recrutement                           | Jamshid Ansari          | 20 août 2017     |             |       | Ind.  |
| Vice-président chargé de l'Économie                                                         | Mohammad Nahavandian    | 20 août 2017     |             |       | PCI   |